# Videografia de Beyoncé
A videografia de Beyoncé uma cantora, compositora e atriz norte-americana, é formada por quarenta e cinco videoclipes, 6 álbuns ao vivo, 1 álbum de videoclipes e 4 outros tipos de álbuns. O videoclipe da música "Work It Out" foi o primeiro clipe lançado pela artista em carreira solo, a música foi gravada para a trilha sonora do filme Austin Powers in Goldmember, lançado em 2002. No ano seguinte, divulgou o vídeo da música "Crazy in Love" que foi premiado em três categorias do MTV Video Music Award de 2003.
Em 2004, lançou o Live at Wembley que foi o terceiro álbum de vídeo mais vendido daquele ano. Nos Estados Unidos foi certificado como platina duplo pela Recording Industry Association of America (RIAA). Em 2006, a cantora lançou exclusivamente nas lojas da rede Walmart o álbum de vídeo BET Presents Beyoncé, junto com seu segundo álbum de estúdio B'Day. Que foi relançado na versão deluxe em 2007, acompanhado do B'Day Anthology Video Album. Em novembro do mesmo ano lançou o The Beyoncé Experience Live que foi certificado nos Estados Unidos como platina triplo.
O videoclipe da música "Single Ladies (Put a Ring on It)" foi divulgado em 2008 e teve um bom desempenho na mídia e recebeu prêmios notáveis. Em novembro de 2009 a cantora lançou o I Am... Yours: An Intimate Performance at Wynn Las Vegas e em novembro de 2010, lançou o I Am... World Tour. Os dois discos tiveram uma boa performance nas tabelas musicais e foram certificados como platina duplo nos Estados Unidos pela Recording Industry Association of America (RIAA) e platina na Austrália pela Australian Recording Industry Association (ARIA).
Em 2011 foram lançados oito videoclipes, incluindo o da música "Run the World (Girls)" que foi premiado na categoria Best Choreography do MTV Video Music Awards de 2011. No mesmo ano, ela lançou o álbum de vídeo Live at Roseland: Elements of 4. Que teve boa performance nas tabelas musicais e foi certificado nos Estados Unidos como ouro em sua edição padrão e platina em sua edição deluxe.

## Álbuns de vídeo

### Ao vivo
| 2004                                         | Live at Wembley - Lançado: 26 de abril de 2004 - Gravadora: Columbia Records - Formatos: DVD/CD                                                            | 1 | 1  | 1 | 5 | 5  | — | —  | 2  | - EUA: 264,000 mil                  | - EUA: 2× Platina                                          |
| 2007                                         | The Beyoncé Experience Live - Lançado: 16 de novembro de 2007 - Gravadora: Columbia Records - Formatos: DVD                                                | 2 | 8  | 3 | 2 | 9  | 9 | 14 | 25 |                                     | - EUA: 3× Platina                                          |
| 2009                                         | I Am... Yours: An Intimate Performance at Wynn Las Vegas - Lançado: 20 de novembro de 2009 - Gravadora: Columbia Records - Formatos: DVD, download digital | 1 | 11 | 7 | 4 | 15 | — | 10 | —  | - EUA: 164.000 mil                  | - EUA: 2× Platina - AUS: Platina                           |
| 2010                                         | I Am... World Tour - Lançado: 30 de novembro de 2010 - Gravadora: Columbia Records - Formatos: DVD, download digital                                       | 1 | 6  | — | 1 | 5  | — | 7  | 5  | - EUA: 172.000 mil - POL: 5.000 mil | - EUA: 2× Platina                                          |
| 2011                                         | Live at Roseland: Elements of 4 - Lançado: 21 de novembro de 2011 - Gravadora: Columbia Records - Formatos: DVD, download digital, app                     | 2 | 3  | 4 | 1 | 2  | 9 | 8  | 8  | - EUA: 17.000 mil - POL: 5.000 mil  | - EUA: Platina Ouro - AUS: Platina - FRA: Ouro - POL: Ouro |
| "—" Não entrou na tabela musical deste país. | |   |    |   |   |    |   |    |    |                                     |                                                            |

### De videoclipes
| 2007                                                                                | B'Day Anthology Video Album† - Lançamento: 3 de abril de 2007 - Distribuidora: Columbia/Sony Music - Formato: DVD | 24 | — | — | — | — | — | — | — |  | - EUA: 2× Platina |
| "—" Não entrou na tabela musical deste país. "†" Lançado apenas nos Estados Unidos. | |    |   |   |   |   |   |   |   |  |                   |

### De compilação
| 2006                                         | The Ultimate Performer - Lançado: 26 de novembro de 2006 - Gravadora: Columbia Records - Formatos: DVD | 20 | — | 17 | — | 13 | — | — | — |  |  |
| "—" Não entrou na tabela musical deste país. | |    |   |    |   |    |   |   |   |  |  |

### Outros álbuns
| Ano  | Título | Notas |
| ---- | --- | --- |
| 2006 | BET Presents Beyoncé - Lançamento: 4 de setembro de 2006 - Distribuidora: Black Entertainment Television - Formato: DVD          | - DVD bônus que acompanhava o álbum B'Day. - Contém imagens de bastidores, performances e alguns videoclipes da cantora Beyoncé.                                         |
| 2006 | Video Triple Play - Lançamento: 21 de novembro de 2006 - Distribuidora: Sony BMG Music Entertainment - Formato: Download digital | - Contém os videoclipes das músicas "Check on It", "Déjà Vu" (versão editada) e "Ring the Alarm".                                                                        |
| 2007 | MTV Tr3s Presents Beyoncé - Lançamento:28 de agosto de 2007 - Distribuidora: Columbia/Sony Music - Formato: DVD                  | - DVD bônus que acompanhava o álbum Irreemplazable. - Contém o documentário "Beyoncé en Español: La Evolución Latina de Beyoncé" e videoclipe do remix de Get Me Bodied. |
| 2007 | Video Triple Play - Lançamento:4 de setembro de 2007 - Distribuidora: Sony BMG Music Entertainment - Formato: Download digital   | - Contém os videoclipes das músicas "Irreplaceable", "Beautiful Liar" e "Get Me Bodied".                                                                                 |

## Videoclipes

### Como artista principal
| Ano  | Videoclipe                                               | Diretor(es)                                       | Notas |
| ---- | -------------------------------------------------------- | ------------------------------------------------- | --- |
| 2002 | "Work It Out"                                            | Matthew Rolston                                   | - Contém imagens do filme Austin Powers in Goldmember. |
| 2003 | "Crazy in Love" (com: Jay-Z)                             | Jake Nava                                         | - MTV Video Music Award para Best Female Video. - MTV Video Music Award para Best R&B Video. - MTV Video Music Award para Best Choreography. - Venceu - MuchMusic Video Awards para Best International Video. - Nomeado - BET Awards para Viewers Choice Awards. - Nomeado - NAACP Image Awards para Outstanding Music Video. - Nomeado - MTV Video Music Award para Viewer's Choice. |
| 2003 | "Baby Boy" (com: Sean Paul)                              | Jake Nava                                         | - Nomeado - MTV Video Music Brasil para Melhor Videoclipe Internacional. |
| 2004 | "Fighting Temptation" (com: Missy Elliot, MC Lyte, Free) | Antti Jokinen                                     | - Contém imagens do filme The Fighting Temptations. |
| 2004 | "Me, Myself and I"                                       | Johan Renck                                       | - Nomeado - MTV Video Music Awards para Best R&B Video. |
| 2004 | "Naughty Girl"                                           | Jake Nava                                         | - MTV Video Music Awards para Best Female Video. - Nomeado - MTV Video Music Awards para Best Choreography. - Nomeado - MTV Video Music Awards para Best Dance Video. - Nomeado - MTV Video Music Awards para Best Cinematography. - Contém a participação especial do cantor Usher. |
| 2005 | "Check on It" (com: Slim Thug)                           | Hype Williams                                     | - MTV Video Music Awards para Best R&B Video. - Nomeado - BET Awards para Video of the Year. - Contém uma versão alternativa, que contém imagens do filme The Pink Panther. |
| 2006 | "Déjà Vu" (com: Jay-Z)                                   | Sophie Muller                                     | - MOBO Awards para Best Video. |
| 2006 | "Ring the Alarm"                                         | Sophie Muller                                     | |
| 2006 | "Irreplaceable"                                          | Anthony Mandler                                   | - BET Awards para Video of The Year. - Nomeado - BET Awards para Viewers Choice Award. - Nomeado - NAACP Image Awards para Outstanding Music Video. - Nomeado - MTV Video Music Awards para Video of the Year. |
| 2006 | "Listen" (Performance version)                           | Diane Martel                                      | |
| 2006 | "Listen" (Vogue Shoot Version)                           | Matthew Rolston                                   | - Contém imagens do filme Dreamgirls. |
| 2007 | "Upgrade U" (com: Jay-Z)                                 | Melina Matsoukas                                  | - Nomeado - BET Awards para Best Collaboration. |
| 2007 | "Beautiful Liar" (com: Shakira)                          | Jake Nava                                         | - MTV Video Music Awards para Most Earthshattering Collaboration. - Nomeado - MTV Video Music Awards para Best Direction. - Nomeado - MTV Video Music Awards para Best Editing. - Nomeado - MTV Video Music Awards para Best Choreography. - Nomeado - NAACP Image Awards para Outstanding Music Video. - Nomeado - BET Awards para Video of The Year. |
| 2007 | "Kitty Kat"                                              | Melina Matsoukas                                  | |
| 2007 | "Green Light"                                            | Melina Matsoukas                                  | |
| 2007 | "Flaws and All"                                          | Cliff Watts e Beyoncé Knowles                     | |
| 2007 | "Get Me Bodied"                                          | Anthony Mandler                                   | - Nomeado - VH1 Soul VIBE Award para Video of the Year. |
| 2007 | "Freakum Dress"                                          | Ray Kay                                           | |
| 2007 | "Suga Mama"                                              | Melina Matsoukas                                  | |
| 2007 | "Still in Love (Kissing You)"                            | Cliff Watts                                       | - Foi retirado do B'Day Anthology Video Album por problemas com direitos autorais. |
| 2008 | "If I Were a Boy"                                        | Jake Nava                                         | - Nomeado - NAACP Image Awards para Outstanding Music Video. - Nomeado - BET Awards para Video of The Year. - Nomeado - Premios Fuse TV para Best Video. - Certificado em ouro pela Music Canada |
| 2008 | "Single Ladies (Put a Ring on It)"                       | Jake Nava                                         | - MTV Video Music Awards para Video of the Year. - MTV Video Music Awards para Best Choreography in a Video. - MTV Video Music Awards para Best Editing in a Video. - MTV Europe Music Awards para Best Video. - BET Awards para Video of The Year. - MOBO Awards para Best Video. - Nomeado - MTV Video Music Awards para Best Female Video. - Nomeado - MTV Video Music Awards para Best Pop Video. - Nomeado - MTV Video Music Awards para Best Direction in a Video. - Nomeado - MTV Video Music Awards para Best Special Effects in a Video. - Nomeado - MTV Video Music Awards para Best Art Direction in a Video. - Nomeado - MTV Video Music Awards para Best Cinematography in a Video. - Nomeado - BET Awards para Viewers Choice Award. - Nomeado - NAACP Image Awards para Outstanding Music Video. - Certificado em platina pela Music Canada. |
| 2009 | "Diva"                                                   | Melina Matsoukas                                  | - Contém uma versão alternativa. |
| 2009 | "Halo"                                                   | Philip Andelman                                   | - Nomeado - Premios Fuse TV para Best Video. - Contém uma versão alternativa. |
| 2009 | "Ego"                                                    | Beyoncé e Frank Gatson                            | - Contém uma versão alternativa, e um remix com participação de Kanye West. |
| 2009 | "Broken-Hearted Girl"                                    | Sophie Muller                                     | |
| 2009 | "Sweet Dreams"                                           | Adria Petty                                       | - Nomeado - BET Awards para Viewers Choice Award. |
| 2009 | "Video Phone (Extended Remix)" (com: Lady Gaga)          | Hype Williams                                     | - BET Awards para Video of the Year. - Nomeado - MTV Video Music Awards para Best Female Video. - Nomeado - MTV Video Music Awards para Best Pop Video. - Nomeado - MTV Video Music Awards para Best Collaboration. - Nomeado - MTV Video Music Awards para Best Art Direction. - Nomeado - MTV Video Music Awards para Best Choreography. - Nomeado - MTV Video Music Awards Japan para Best Collaboration. |
| 2010 | "Why Don't You Love Me"                                  | Solange Knowles, Bee-Z                            | - Nomeado - NAACP Image Awards para Outstanding Music Video. - Nomeado - MuchMusic Video Awards para Most Watched Video of the Year. |
| 2011 | "Move Your Body"                                         | Melina Matsoukas                                  | |
| 2011 | "Run the World (Girls)"                                  | Francis Lawrence                                  | - MTV Video Music Awards para Best Choreography. - Nomeado - MTV Video Music Awards para Best Female Video. - Nomeado - MTV Video Music Awards para Best Cinematography in a Video. - Nomeado - MTV Europe Music Awards para Best Video. - Nomeado - People's Choice Awards para Favorite Music Video. - Nomeado - MuchMusic Video Awards para International Video Of The Year - Contém uma versão alternativa. |
| 2011 | "Best Thing I Never Had"                                 | Diane Martel                                      | |
| 2011 | "1+1"                                                    | Beyoncé Knowles, Laurent Briet, Ed Burke          | - Contém uma versão alternativa. |
| 2011 | "Countdown"                                              | Adria Petty, Beyoncé Knowles                      | - MTV Video Music Awards para Best Editing. - Nomeado - MTV Video Music Awards para Most Share-Worthy Video. - Nomeado - MTV Video Music Awards para Best Choreography. - Nomeado - BET Awards para Video of the Year. - Nomeado - NME Awards para Best Video - Contém uma versão alternativa. |
| 2011 | "Love on Top"                                            | Beyoncé Knowles, Ed Burke                         | - Nomeado - MTV Video Music Awards para Best Female Video. - Nomeado - BET Awards para Video of the Year. - Nomeado - BET Awards para Viewers Choice. |
| 2011 | "Party" (com: J. Cole)                                   | Beyoncé Knowles, Alan Ferguson                    | - Nomeado - BET Awards para Best Collaboration. - Nomeado - MVPA Awards para Best Best Styling. - Contém participações especiais de Kelly Rowland e Solange Knowles. |
| 2011 | "Dance for You"                                          | Beyoncé Knowles, Alan Ferguson                    | - Nomeado - MVPA Awards para Best Art Direction. - Nomeado - MVPA Awards para Best Choreography. - Contém a participação do ator Brett G. Smith. |
| 2012 | "I Was Here"                                             | Kenzo Digital, Sophie Muller                      | - Clipe ao vivo gravado na Assembleia Geral das Nações Unidas. - Faz parte da campanha "I Was Here" do Dia Mundial Humanitário das Nações Unidas. |
| 2013 | "XO"                                                     | Terry Richardson                                  | - Está presente no Beyoncé: Platinum Edition + DVD. |
| 2013 | "Drunk in Love" (com: Jay-Z)                             | Hype Williams                                     | - Está presente no Beyoncé: Platinum Edition + DVD. - Venceu - Pop Music Awards para Most Performed Songs - Venceu - Grammy Awards para Best R&B Song. - Nomeado - iHeartRadio Music Awards para Hip Hop/R&B Song of the Year. |
| 2014 | "Partition"                                              | Jake Nava                                         | - A faixa é composta dor duas partes "Yoncé" e "Partition" - O vídeo de "Yoncé" e "Partition" estão no lançamento de Beyoncé: Platinum Edition + DVD. - apresenta uma fala francesa do filme The Big Lebowski (1998), dita por Hajiba Fahmy. |
| 2014 | "Flawless"                                               | Jake Nava                                         | - estilizada como "***Flawless". - A música apresenta uma interpolação do discurso "We Should All Be Feminists", dito pela nigeriana Chimamanda Ngozi Adichie em uma conferência feita no ano de 2012. - Musicalmente, "Flawless" consiste em duas partes - "Bow Down" e "Flawless". - Em 17 de março de 2013, Beyoncé lançou em sua página oficial uma canção intitulada "Bow Down/I Been On" juntamente com uma imagem de si mesma quando criança sentada em sua uma repleta de troféus. Hit-Boy produziu a primeira parte da faixa, "Bow Down", enquanto a outra parte, "I Been On", foi produzida por Timbaland. - Um remix de "Flawless", com a rapper Nicki Minaj foi lançado no site da Beyoncé em 2 de agosto de 2014. - A versão remix da canção apresenta versos recém-adicionados e letras explícitas, tanto de Beyoncé como de Minaj e marca sua primeira colaboração. - Durante o concerto em Paris, França, como parte do [[On the Run Tour] em 12/13 de Setembro de 2014, Minaj juntou-se à Beyoncé no palco para executar o remix de "Flawless" ao vivo. - O vídeo ao vivo da canção, que foi destaque no especial HBO On the Run Tour: Beyoncé e Jay Z foi lançado na conta da Vevo de Beyoncé em 6 de Outubro de 2014. - Minaj também realizou seu verso da canção no iHeartRadio Music Festival 2014, onde ela cantou a cappella durante a última parte dela. - Nomeado - iHeartRadio Music Awards para Hip Hop/R&B Song of the Year. - Está presente no Beyoncé: Platinum Edition + DVD. |
| 2014 | "Haunted"                                                | Jonas Åkerlund                                    | - Musicalmente, ela consiste de duas partes intitulado "Ghost" e "Haunted". - Liricamente, "Haunted" contém letras sexualmente explícitas e francas falando sobre o desejo. - Dois vídeos de música de acompanhamento foram filmados para ambas as partes da música e colocados separadamente no álbum visual. - O clipe de "Ghost" foi dirigido por Pierre Debusschere enquanto Jonas Åkerlund serviu como o diretor para a segunda parte, "Haunted". - Está presente no Beyoncé: Platinum Edition + DVD. |
| 2014 | "Ghost"                                                  | Pierre Debusschere                                | - O vídeo da música "Ghost" foi dirigido pelo belga Pierre Debusschere. - Os vídeos das músicas, tanto para "Ghost" como "Haunted" foram liberados em 13 de dezembro de 2013 através da loja iTunes juntamente com um clipe para cada faixa do álbum. - Todd Tourso serviu como o diretor criativo para ambos os visuais, bem como o resto de vídeos do álbum. - Em 24 de Novembro de 2014, a vídeos de "Ghost" e "Haunted" foram enviados para a conta da Vevo da cantora. - Está presente no Beyoncé: Platinum Edition + DVD. |
| 2014 | "Blow"                                                   | Hype Williams                                     | - "Blow" foi composta e produzida pela própria artista com o auxílio de Pharrell Williams, Timbaland, J-Roc e Justin Timberlake, com escrita adicional por James Fauntleroy. - Após o lançamento de Beyoncé em 13 de dezembro de 2013, a Billboard anunciou que "Blow" seria lançada nas rádios mainstream estadunidenses e mundiais, enquanto "Drunk in Love" seria lançada apenas nas rádios urbanas estadunidenses; "XO" foi programada para ser lançada como o segundo single em 2014 nas rádios mainstram de todo o mundo. Contudo, o lançamento de "Blow" nas rádios foi cancelado devido ao seu conteúdo lírico atrevido, o que fez com que "XO" substituísse seu lançamento. - Em 2014, "Blow" foi adicionada ao repertório da última etapa europeia da turnê mundial The Mrs. Carter Show (2013-14). A canção recebeu elementos de "Naughty Girl" com um tema de épocas burlescas e da música disco. - Está presente no Beyoncé: Platinum Edition + DVD. |
| 2014 | "No Angel"                                               | lilinternet                                       | - estilizada como "Angel". - O vídeo da música foi dirigido por @lilinternet e filmado em Houston, Texas em homenagem a sua cidade natal. - Está presente no Beyoncé: Platinum Edition + DVD. |
| 2014 | "Jealous"                                                | Beyoncé Knowles, Francesco Carrozzini, Todd Tours | - O vídeo de "Jealous" foi dirigido pela própria Beyoncé, juntamente com Francesco Carrozzini e Todd Tours. - Foi filmado em Nova York em novembro de 2013. - Foi lançado através do iTunes Store em 13 de Dezembro, 2013 no álbum em si. - O visual foi filmado como uma sequela para a música anterior do álbum, "Partition" e mostra Beyoncé em diferentes conjuntos - sozinha em casa à espera de seu parceiro para vir para o jantar, vai em uma festa, e sai nas ruas em busca de ele. - Está presente no Beyoncé: Platinum Edition + DVD. |
| 2016 | "Formation"                                              | Melina Matsoukas                                  | - Ganhou o VMA de Vídeo do ano - Indicado a melhor coreografia no VMA |
| 2016 | "Sorry"                                                  | Khalil Joseph, Beyoncé Knowles                    | - Indicado a melhor performance de Pop |
| 2016 | "Don't Hurt Yourself"                                    | Malcom Nichols                                    | - Apresentação notável no VMA |
| 2016 | "Hold Up"                                                | Jonas Åkerlund                                    | - Indicado a melhor vídeo no EMA (MTV) |
| 2016 | "Daddy Lessons"                                          | Ed Burke                                          | - Contém uma versão Alternativa com as Dixie Chicks |
| 2016 | "6 Inch"                                                 | Mark Romanek                                      | |
| 2016 | "All Night"                                              | Ed Burke                                          | - Censurada no Youtube |
| 2016 | "Pray You Catch Me"                                      | Todd Tourso                                       | - Apresentação notável no Grammy |
| 2016 | "Freedom"                                                | Todd Tourso, Beyoncé Knowles                      | - Contém a participação da avó de Beyoncé |
| 2016 | "Love Drought"                                           | Khalil Joseph                                     | - Censurada no Youtube |
| 2016 | "Sandcastles"                                            | Todd Tourso, Beyoncé Knowles                      | - Participação de Jay-Z |
| 2016 | "Forward"                                                | Ed Burke                                          | |

### Como artista convidada
| Ano  | Videoclipe                                   | Diretor(es)          | Notas |
| ---- | -------------------------------------------- | -------------------- | --- |
| 1999 | "Happily Ever After" (de: Case)              | Little X             | - Participação especial. |
| 2000 | "I Got That" (de: Amil)                      | Darren Grant e Jay-Z | - Contém a participação especial da cantora Eve. |
| 2002 | "'03 Bonnie & Clyde" (de: Jay-Z)             | Chris Robinson       | - Nomeado - MTV Video Music Awards para Best Hip-Hop Video. |
| 2003 | "Dance with My Father" (de: Luther Vandross) | Diane Martel         | - Participação especial com Mathew Knowles. |
| 2004 | "Dirt off Your Shoulder" (de: Jay-Z)         | Dave Meyers          | - Participação especial. |
| 2010 | "Telephone" (de: Lady Gaga)                  | Jonas Åkerlund       | - MTV Video Music Awards para Best Collaboration. - NRJ Music Awards para Music Video of the Year. - Nomeado - MTV Video Music Awards para Video of the Year. - Nomeado - MTV Video Music Awards para Best Choreography. - Nomeado - MTV Europe Music Awards para Best Video. - Nomeado - People's Choice Awards para Favorite Music Video. - Nomeado - MuchMusic Video Awards para Best International Artist Video. - Nomeado - MuchMusic Video Awards para Favorite International Video. |